# Gare de Gresswiller
La gare de Gresswiller est une gare ferroviaire française de la ligne de Strasbourg-Ville à Saint-Dié, située sur le territoire de la commune de Gresswiller, dans la collectivité européenne d'Alsace, en région Grand Est.
Elle est mise en service en 1877 par la Direction générale impériale des chemins de fer d'Alsace-Lorraine (EL).
C'est une halte voyageurs de la Société nationale des chemins de fer français (SNCF), du réseau TER Grand Est, desservie par des trains express régionaux.

## Situation ferroviaire
Établie à 204 mètres d'altitude, la gare de Gresswiller est située au point kilométrique (PK) 24,728 de la ligne de Strasbourg-Ville à Saint-Dié, entre les gares de Mutzig et de Heiligenberg - Mollkirch.

## Histoire
La station de Gresswiller est mise en service le 15 octobre 1877 par la Direction générale impériale des chemins de fer d'Alsace-Lorraine (EL), lorsqu'elle ouvre à l'exploitation la section de Mutzig à Rothau. La gare dispose d'un bâtiment principal construit sur la base du modèle type utilisé pour les gares intermédiaires de cette section.
Le 19 juin 1919, la gare entre dans le réseau de l'Administration des chemins de fer d'Alsace et de Lorraine (AL), à la suite de la victoire française lors de la Première Guerre mondiale. Puis, le 1er janvier 1938, cette administration d'État forme avec les autres grandes compagnies la SNCF, qui devient concessionnaire des installations ferroviaires de Gresswiller. Cependant, après l'annexion allemande de l'Alsace-Lorraine, c'est la Deutsche Reichsbahn qui gère la gare pendant la Seconde Guerre mondiale, du 1er juillet 1940 jusqu'à la Libération (en 1944 – 1945).
En 2014, c'est une gare voyageur d'intérêt régional (catégorie B : la fréquentation est supérieure ou égale à 100 000 voyageurs par an de 2010 à 2011), qui dispose de deux quais, un abri et une traversée de voie à niveau par le public (TVP). La même année, la SNCF estime la fréquentation de la gare à 137 257 voyageurs.

## Fréquentation
De 2015 à 2024, selon les estimations de la SNCF, la fréquentation annuelle de la gare s'élève aux nombres indiqués dans le tableau ci-dessous.
| Année                      | 2015    | 2016    | 2017    | 2018    | 2019    | 2020    | 2021    | 2022    | 2023    | 2024    |
| -------------------------- | ------- | ------- | ------- | ------- | ------- | ------- | ------- | ------- | ------- | ------- |
| Voyageurs                  | 142 270 | 150 002 | 155 246 | 151 955 | 169 033 | 127 933 | 134 392 | 166 115 | 160 762 | 161 014 |
| Voyageurs et non voyageurs | 177 838 | 187 503 | 194 057 | 189 944 | 211 292 | 159 916 | 167 991 | 207 644 | 200 952 | 201 267 |

## Service des voyageurs

### Accueil
Halte SNCF, c'est un point d'arrêt non géré (PANG) à accès libre. Elle est équipée d'automates pour l'achat de titres de transport.
Elle dispose d'une traversée de voie à niveau par le public (TVP).

### Desserte
Gresswiller est une halte voyageurs du réseau TER Grand Est, desservie par des trains express régionaux de la relation : Strasbourg-Ville - Saales - Saint-Dié-des-Vosges (ligne 08).

### Intermodalité
Un parc pour les vélos et un parking pour les véhicules y sont aménagés.

## Service du fret
La gare est ouverte au service du fret pour les trains entiers et les wagons isolés pour la desserte de l'installation terminale embranchée (ITE) du 6e régiment du matériel. 
Elle est désignée site stratégique du service militaire des chemins de fer.

## Patrimoine ferroviaire
L'ancien bâtiment voyageurs construit en 1877correspond au plan type pour les petites stations de la section Mutzig - Rothau et se retrouve aussi à Urmatt, Wisches, Lutzelhouse et Russ - Hersbach. Ces gares de style rustique combinant la pierre et le bois sont accolées à une halle à marchandises réalisée en bois.